# Donate de Rome
Donate est une sainte martyre chrétienne. Avec Pauline, Rustique, Nominande, Sérotine, Hilarie, et quatre compagnes, elle fut martyre à Rome. Elle est fêtée avec ses compagnes le 31 décembre. Leur culte a été promu par le pape Adrien Ier (772-95). 